# Roberto Freire (psiquiatra)
Joaquim Roberto Corrêa Freire (São Paulo, 18 de janeiro de 1927 — São Paulo, 23 de maio de 2008), foi um médico psiquiatra, jornalista e escritor brasileiro, conhecido por ser o criador de uma nova e libertária técnica terapêutica denominada Soma (somaterapia), baseada no anarquismo e nas ideias de Wilhelm Reich. Foi também diretor de cinema e teatro, autor de telenovela, letrista e pesquisador científico. Fez parte da equipe da revista Realidade e foi um dos fundadores da revista Caros Amigos. Atuante pensador libertário no Brasil, Freire deixou importantes contribuições na cultura e na Psicologia.
Era pai dos músicos Paulo Freire e Tuco Freire.